# Promise (singel Voyager)
Promise – singel austalijskiego zespołu Voyager, wydany cyfrowo 21 lutego 2023 roku. Piosenkę napisali i skomponowali Alex Canion, Ashley Doodkorte, Daniel Estrin, Scott Kay i Simone Dow.
Utwór reprezentował Australię w 67. Konkursie Piosenki Eurowizji w Liverpoolu.

## Lista utworów
| Digital download / media strumieniowe | Digital download / media strumieniowe | Digital download / media strumieniowe |
| Nr                                    | Tytuł utworu                          | Długość                               |
| ------------------------------------- | ------------------------------------- | ------------------------------------- |
| 1.                                    | „Promise”                             | 3:03                                  |

## Notowania na listach przebojów
| Kraj      | Notowanie (2023) | Najwyższa pozycja |
| --------- | ---------------- | ----------------- |
| Australia | AIR Charts       | 3                 |